# Медаль Гете міста Франкфурт-на-Майні
Медаль Гете міста Франкфурт-на-Майні — німецька культурна нагорода.

## Історія
Медаль Гете міста Франкфурт-на-Майні започатковано 1932 року. Спочатку її задумано як сувенірний подарунок для учасників розробки та проведення конференцій і заходів до 100-річчя смерті Йоганна Вольфганга Гете. Спроєктував скульптор Гарольд Вінтер. Першими лавреатами були Томас Манн, Альберт Швейцер і Юліус Петерсен. У наступні роки медаль вручали «[…] за заслуги в галузі культури, зокрема перед театрами Франкфурта та фестивалем Ремербергу та активну участь у вшануванні Гете […]» (нім. […] für Verdienste auf kulturellem Gebiet, insbesondere um die Frankfurter Bühnen und die Römerberg-Festspiele und tätige Anteilnahme aus Anlass von Goethe-Veranstaltungen […]). 1947 року магістрат Франкфурту-на-Майні відновив нагороду. Медаль Гете присуджують «поетам, письменникам, художникам, науковцям та іншим діячам культурного життя […], які своєю творчістю гідні шани, присвяченої пам'яті Ґете». Зазвичай її вручають у імператорській залі франкфуртської ратуші.
Медаль Гете міста Франкфурт-на-Майні не слід плутати з медаллю Гете землі Гессен або премією Гете міста Франкфурт-на-Майні.

## Лауреати

### До 1945 року (вибрані)
- 1932: Томас Манн, Альберт Швейцер, Фрідріх Мукерманн[de], Юліус Петерсен[de]
- 1934: Вільям Батлер Єйтс[3]
- 1937: Георг Кольбе[en][4]
- 1938: Лео Фробеніус
- 1939: Антон Кіппенберг[de][5]
- 1940: Ганс Пфіцнер
- 1941: Фрідріх Бетге[de]
- 1943: Вільгельм Шефер[de]
- 1944: Отто Ган

### Від 1947 року
- 1947: Франц Вольгард[de], Ґустав Морі[de], Франц Шульц[de].
- 1948: Георг Гартман[de].
- 1949: Андре Жід, Адольф Грімме[de], Хосе Ортега-і-Гассет, Ґергард Маркс, Фрідріх Майнеке, Роберт Гатчинс[en], Віктор Ґолланц[de], Карл Якоб Буркхардт.
- 1951: Фрідріх Дессауер[de], Фрідріх Віц[de], Річард Мертон[de], Александр Рудольф Гольфельд[de], Борис Раєвський, Ернст Роберт Курціус, Жан Анжелоз[de], Леонард Ешлі Віллоубі[en].
- 1952: Бернгард Ґуттманн[de], Людвіг Зайц[de], Джон Макклой[en].
- 1953: Макс Горкгаймер, Фріц Штрих[de].
- 1954: Август де Барі[de], Карл Клейст[de], Ріхард Шайбе[de], Рудольф Олександр Шрьодер[de].
- 1955: Андреас Бруно Ваксмут[de], Фріц фон Унру[de], Фердинанд Блюм[de], Пауль Гіндеміт, Ганс Вільгельм Еппельсгаймер[de].
- 1956: Петер Суркамп[de], Карл Менніке[de], Йозеф Геллауер[de], Пауль Тілліх.
- 1957: Гельмут Вальха[de], Казимир Едшмід[de], Бенно Райфенберг[de], Ґотфрід Берманн Фішер[de], Рудольф Пехель[de].
- 1958: Отто Бартнінґ, Фрідріх Леман[de], Вернер Бок[de], Мартин Бубер, Гельмут Коїнг[de].
- 1959: Сіселі Вероніка Веджвуд[en], Торнтон Вайлдер, Герман Ноль[de], Жан Шлюмберже, сер Сарвепаллі Радхакришнан, Ясунарі Кавабата.

- 1960: Альфред Петерсен[de], Артур Гюбшер[de], Франц Бьом[de].
- 1961: Вітторіо Клостерманн[de]
- 1962: Едгар Салін[de]
- 1963: Теодор Адорно, Фрід Люббеке[de], Карл Віннакер[de].
- 1964: Гаррі Баквіц[de]
- 1965: Карл Орф
- 1966: Марія Луїза Кашніц, Генріх Трьоґер[de], Фердинанд Гофф[de]
- 1967: Карл Теш (Carl Tesch), Вернер Бокельман[de], Вільгельм Шьондубе[de], Вільгельм Шефер[de].
- 1973: Курт Гессенберг[de]
- 1974: Любомир Романський[de], Вальдемар Крамер[de]
- 1976: Альберт Ріхард Мор[de]
- 1977: Зіґфрід Унзельд[de], Освальд фон Нелл-Бройнінг[de]
- 1978: Пауль Арнсберг[de]
- 1979: Вульф Еммо Анкель[de], Крістоф фон Донаньї, Еріх Фромм (нагороджений посмертно у 1981 році)
- 1980: Горст Крюгер[de], Вальтер Гессельбах[de], Рудольф Гірш[de], Фуат Сезґін[de].
- 1981: Вільгельм Кемпф[de], сер Георг Шолті.
- 1982: Лео Левенталь, Бруно Вонденгофф[de]
- 1983: Гаральд Келлер[de]
- 1984: Марсель Райх-Раніцкі
- 1986: Альфред Ґроссер[de]
- 1987: Йоахим Фест[de]
- 1988: Йорґен Шмідт-Фойґт[de]
- 1989: Доротея Лоер (Dorothea Loehr), Альфред Шмідт[de], Дольф Штернбергер[de].
- 1990: Єва Демскі[de], Гільмар Гофман[de].
- 1991: Альберт Манґельсдорф[de]
- 1992: Ірінг Фетшер[de], Віллі Циґлер[de]

- 1994: Лізель Кріст[de], Вальтер Вайсбекер[de], Людвіг фон Фрідебург
- 1995: Генріх Ширмбек[de], Еміль Мангельсдорф[de], Вольфрам Шютте[de]
- 1996: Крістіана Нюсляйн-Фольгард, Вальтер Беліх[de]
- 1997: Вальтер Пеле[de], Ганс-Дітер Реш[de]
- 1998: Аня Лундгольм[de], Крістоф Віталі[de], Петер Вайермайр[de]
- 1999: Арно Люстігер[de], Йоганн Філіп фон Бетманн[de].
- 2000: Карл Дедеціус[de], Міхаель Готтельф[de]
- 2001: Ернст Клеє[de], Ганс-Вольфганг Пфайфер[de].
- 2002: Горст-Ебергард Ріхтер[de], Петер Ешберг[de], Хайнер Геббельс[de], Освальд Матіас Унґерс[de]
- 2003: Кріста фон Шніцлер[de], Альберт Шпеєр-молодший[de], Хлодвіг Пот[de], Жан-Крістоф Амман[de], Франц Мон[de].
- 2004: Феррі Арле[de], Моніка Шеллер[de].
- 2005: Генрієтта Крамер (Henriette Kramer), Герхард Кох[de]
- 2006: Еліаху Інбал, Петер Іден[de]
- 2007: Томас Байрле[de], Кармен-Ренате Кьопер[de]
- 2008: Франк Вольф[de], Ева Неле[de].
- 2009: Петер Курцек, Розмарі Фендель[de]
- 2010: Klaus Reichert[de]
- 2011: Ганс-Клаус Юнґгайнріх[de], Дітер Бурох[de]
- 2012: Фелікс Муссіл[de], Мішка Попп (Mischka Popp), Томас Берґман (Thomas Bergmann).
- 2013: Паулюс Бьомер[de], Peter Cahn[de].
- 2014: Ганс Тракслер[de], Томас Ґебауер[de], Вільгельм Ґеназіно[de].
- 2015: Мартін Мозебах, Свен Вят[de].
- 2016: Тобіас Ребергер, Беттіна фон Бетманн[de].

- 2017: Клаус Гельмер[de], Мозес Пелам[de]
- 2018: Макс Вайнберг[de] (посмертно)
- 2019: Бодо Кірхгофф[de], Еффі Рольфс[de], Макс Голляйн.
- 2020: Сільке Шоєрман[de] , Буркард Шліссман[de]
- 2021: Ганс Циммер, Сандра Манн[de].
- 2022: Сабіна Фішманн[de], Фолькер Мосбруґґер[de]
- 2023: Анна Імгоф[de], Мішель Фрідман[de]
- 2024: Маргарета Діллінґер (Margareta Dillinger), Бернд Льобе[de].